# پرهم، آنتیگوا و باربودا
پرهم (به انگلیسی: Parham) شهری در کشور آنتیگوا و باربودا است که جمعیت آن در سرشماری سال ۲۰۱۲ میلادی، ۷۵۷ نفر بوده‌است.